# 王瑞連
王瑞連（1964年7月—），山東鄒平人，中华人民共和国政治人物。江苏省委党校劳动人事干部专修班毕业，四川省工商管理学院工商管理专业在职研究生学历。曾任中共西藏自治區黨委常委、秘書長，中共海南省委常委、組織部部長、教育工委書記，中共湖北省委副书记、组织部部长、国家体育总局党组副书记、副局长等职务。

## 生平
1979年12月参加工作，任中共西藏自治區黨委組織部辦公室幹部。1985年3月加入中国共产党。1987年1月，任中共西藏自治區黨委組織部幹部管理處科員、副主任科員、主任科員。1994年5月，任中共西藏自治区党委组织部干部管理处副处长。1996年9月，任中共西藏自治区党委组织部干部管理一处处长。2000年3月，任中共西藏自治区党委组织部副部长（1998年8月—2000年12月，在中共中央党校函授学院西藏分院本科班法律专业学习）。2003年1月，兼任中共西藏自治区党委组织部老干部局局长。2005年7月，任中共西藏自治區山南地委副書記、行署常務副專員。2006年12月，任中共山南地委副书记、行署專員。2008年1月，任中共西藏自治區昌都地委書記。
2011年11月，任中共西藏自治區黨委組織部常務副部長。2012年4月，任中共西藏自治区党委秘书长、区直机关工委书记。2013年1月，任西藏自治区人大常委会副主任，区党委秘书长。2013年4月，任西藏自治区人大常委会副主任，区党委秘书长、政法委常务副书记。2013年6月，任中共西藏自治区党委常委、秘书长、政法委常务副书记。2015年6月，兼任西藏自治区信访局局长。
2017年2月19日，任中共海南省委常委、組織部部長，並兼任教育工作委員會書記。
2018年10月，转任中共湖北省委常委、组织部部长。2020年10月，升任中共湖北省委副书记。2021年4月，调任国家体育总局党组副书记、副局长，2024年10月离职。